# Broos vuurzwammetje
Het broos vuurzwammetje (Hygrocybe helobia) is een schimmel. Deze leeft saprotroof op de grond tussen levend veenmos (Sphagnum) in veenmosrietlanden, matig voedselarme moerassen en verzurende duinvalleien, soms langs slootkanten, op vochtige tot natte, voedselarme veen- of zandbodems.

## Kenmerken

### Uiterlijke kenmerken
Hoed
De hoed heeft een diameter van 10 tot 25 mm. De vorm is eerst gewelfd en wordt later uitgespreid. Het oppervlak is niet vettig, maar droog, fijn, viltig geschubd en egaal rood tot oranjerood gekleurd. Bij droog weer kunnen de hoedenschubben ook verkleuren naar een gelige kleur en dan iets lichter van kleur zijn dan de achtergrond. De rand van de hoed is meestal niet gegroefd en kan slechts zelden aan de rand licht gegroefd zijn.
Lamellen
De dikke, wasachtige lamellen zijn breed aangehecht met een aflopend tandje. De kleur is wit tot roze, daarna bleek geel of bleek zalmkleurig.
Steel
De steel heeft een lengte van 20 tot 60 mm en een breedte van 1,5 tot 3,5 mm. De vorm is cillindrisch en naar de voet toe versmald. Het oppervlak is glad, mat, droog en niet vettig. De kleur is scharlakenrood bij jonge vruchtlichamen net als de hoed en langzamerhand kleurt deze oranjegeel en aan de voet soms geelwit.
Geur en smaak
Het vlees van deze soort is opvallend breekbaar. De geur is onopvallend. Als de vruchtlichamen echter voor langere tijd worden verpakt, kan er een zwakke knoflookgeur ontstaan.

### Microscopische kenmerken
De sporen zijn kleurloos, inamyloïde, ellipsoïde tot ovaal/eivormig, vaak boonvormig glad sporen en meten (7,5) 8-10 (11,5) × (4,5) 5-6 (7) µm. De lengte-breedteverhouding ligt tussen 1,2 en 2,0, gemiddeld tussen 1,5 en 1,8 (Moerasmeetnetgids meldt een Q-getal van 1,45 tot 1,65). De sporen zijn variabel van vorm, breed ellipsoïde, ellipsoïde, enigszins eivormig, ook langwerpig ellipsoïde, zelden licht concaaf aan één kant, maar niet mediaan ingesnoerd.
Het lamelaire trama bestaat uit lange, spoelvormige cellen (toegespitste elmenten) met een lengte van 150 tot 500 μm (Ecologische Atlas Drenthe meldt 150 tot 700 μm).
De bovenste laag van de hoed is een trichoderm - tenminste in het midden van de hoed - naar de rand van de hoed toe is het meer een cutis bestaande uit hyfen die evenwijdig aan het oppervlak lopen, waarbij de schubben bestaan uit rechtopstaande bundels van hyfen. De eindcellen van de hoedlaag zijn 75–250 × 10–17 µm groot.

## Vergelijkbare soorten
Het broos vuurzwammetje lijkt op het gewoon vuurzwammetje, maar het gewoon vuurzwammetje heeft minder broos vlees, meer oranje tot rode tinten in de lamellen (blekere vormen komen ook voor) en komt meestal voor in drogere habitats. Microscopisch zijn deze twee soorten echter wel makkelijk te onderscheiden. Namelijk aan de sporenmaat en de lange elementen in het lamellaire trama.

## Verspreiding
Het broos vuurzwammetje is wijdverspreid in Europa, kent een oceanische tot suboceanische verspreiding en wordt daarom steeds zeldzamer in Oost-Europa. Het geeft de voorkeur aan open landhabitats, met name arme natte weilanden, vooral overgangsgebieden tussen verspreide weilanden en hoogveengebieden, die al aanzienlijk drassig zijn. Kleine en grote zeggeweiden behoren ook tot de potentiële habitats.
In Nederland komt het vrij algemeen voor. Het staat op de rode lijst in de categorie 'Bedreigd'.